# Troubky-Zdislavice
Troubky-Zdislavice é uma comuna checa localizada na região de Zlín, distrito de Kroměříž.